# تناجر أصهب الجناحين
تناجر أصهب الجناحين (الاسم العلمي: Tangara lavinia)، هو نوع من الطيور يتبع فصيلة التناجر ضمن رتبة العصفوريات.